# Corruption en Corée du Sud
La corruption en Corée du Sud est modérée par rapport à la plupart des pays de l'Asie-Pacifique et de la communauté internationale au sens large. L'indice de perception de la corruption 2022 de Transparency International place la Corée du Sud à 63 points sur une échelle comprise entre 0 (« très corrompu ») et 100 (« très intègre »). Ainsi, le pays se classe 31e sur les 180 pays que compte le classement, où le pays classé premier est perçu comme ayant le secteur public le plus honnête.

## Cas notables
En 2018, la présidente Park Geun-hye a été reconnue coupable de 16 chefs d'accusation, dont abus de pouvoir et corruption, elle a été condamnée à une peine de 32 ans de prison, mais sera finalement graciée en 2021 par le président Moon Jae-in.
Lee Myung-bak, prédécesseur de Park Geun-hye a également été accusé de scandales de corruption selon lesquels il aurait accepté 2,2 milliards de wons de la part d'une grande entreprise pour l'aider à obtenir son poste de président. Il est ainsi condamné en 2018 à 17 ans de prison.

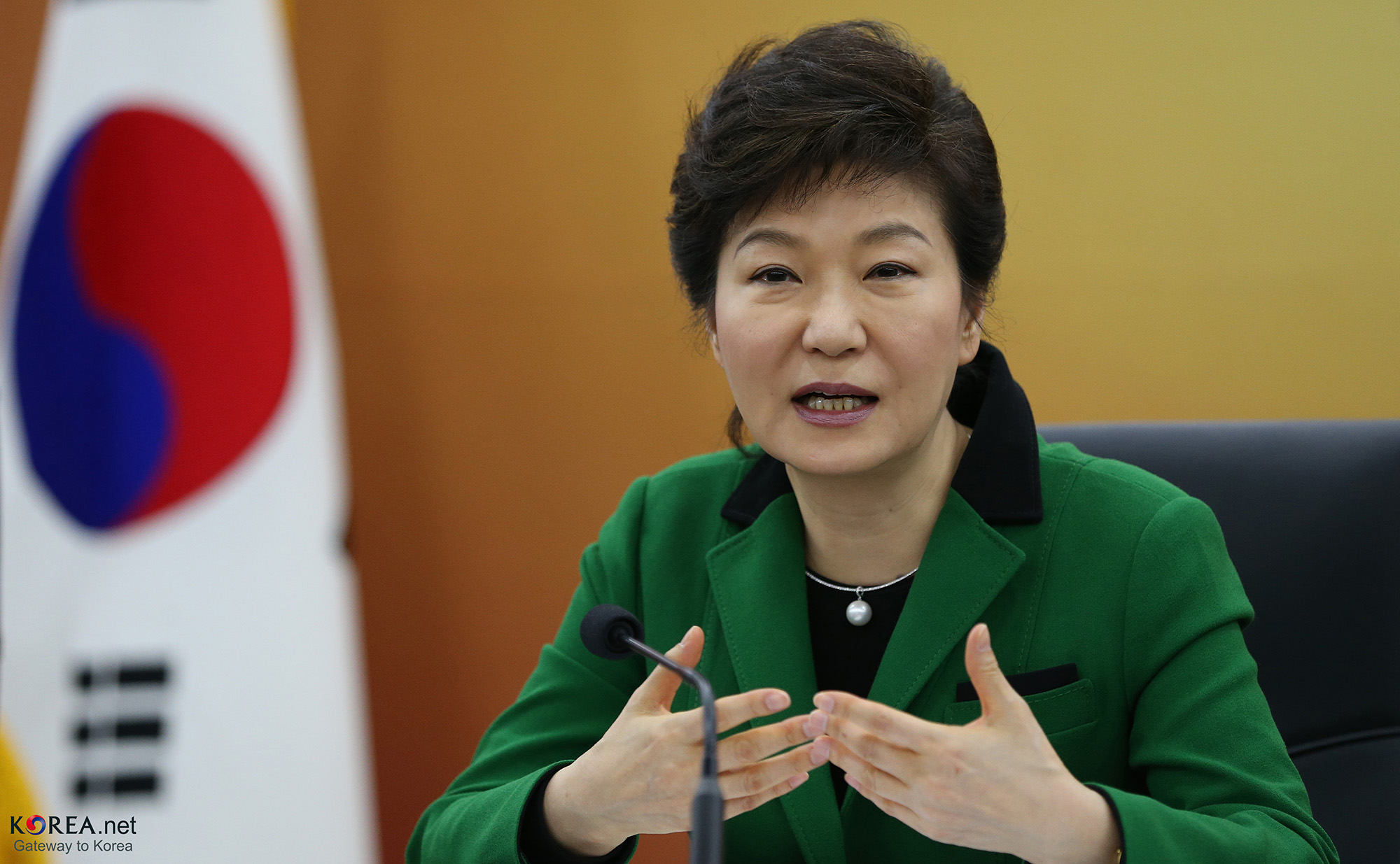
L'ancienne présidente sud-coréenne Park Geun-hye a été condamnée à 25 ans de prison en raison de scandales de corruption.

À la suite de ces scandales, ainsi que d’autres incidents, comme la catastrophe de Sewol, un rapport publié en 2015 par l'Organisation de coopération et de développement économiques (OCDE) a montré que « près de 70 % des Sud-Coréens se méfient de leur gouvernement, tandis que moins de 30 % d’entre eux ont confiance dans le système judiciaire du pays. » Ce chiffre est nettement inférieur à la moyenne de l'OCDE, qui était alors de 41,8 %. Malgré le faible taux de confiance de la population sud-coréenne en 2015, il s'agit d'une augmentation d'au moins 10 % par rapport à 2007.
Le gouvernement a pris des mesures pour lutter contre la corruption, telles que la loi sur la protection des lanceurs d'alerte d'intérêt public, qui protège les lanceurs d'alerte qui dénoncent la corruption publique et privée ainsi que la corruption internationale. Les services publics ont également été numérisés afin de limiter les opportunités de corruption. Cependant, les grands chaebols posent toujours un certain nombre de difficulté car les comportements commerciaux illicites sont encore courants parmi eux. Certains grands conglomérats ont été impliqués dans l'évasion fiscale et la corruption, et leur rôle puissant dans l'économie sud-coréenne a rendu les enquêtes sur la corruption très difficiles.